# Contre-mesure
Une contre-mesure est une disposition prise pour s'opposer à une action, à un effet, à un événement, ou pour les prévenir. C'est une notion importante notamment dans le domaine de la guerre et le domaine économique.

## Militaire

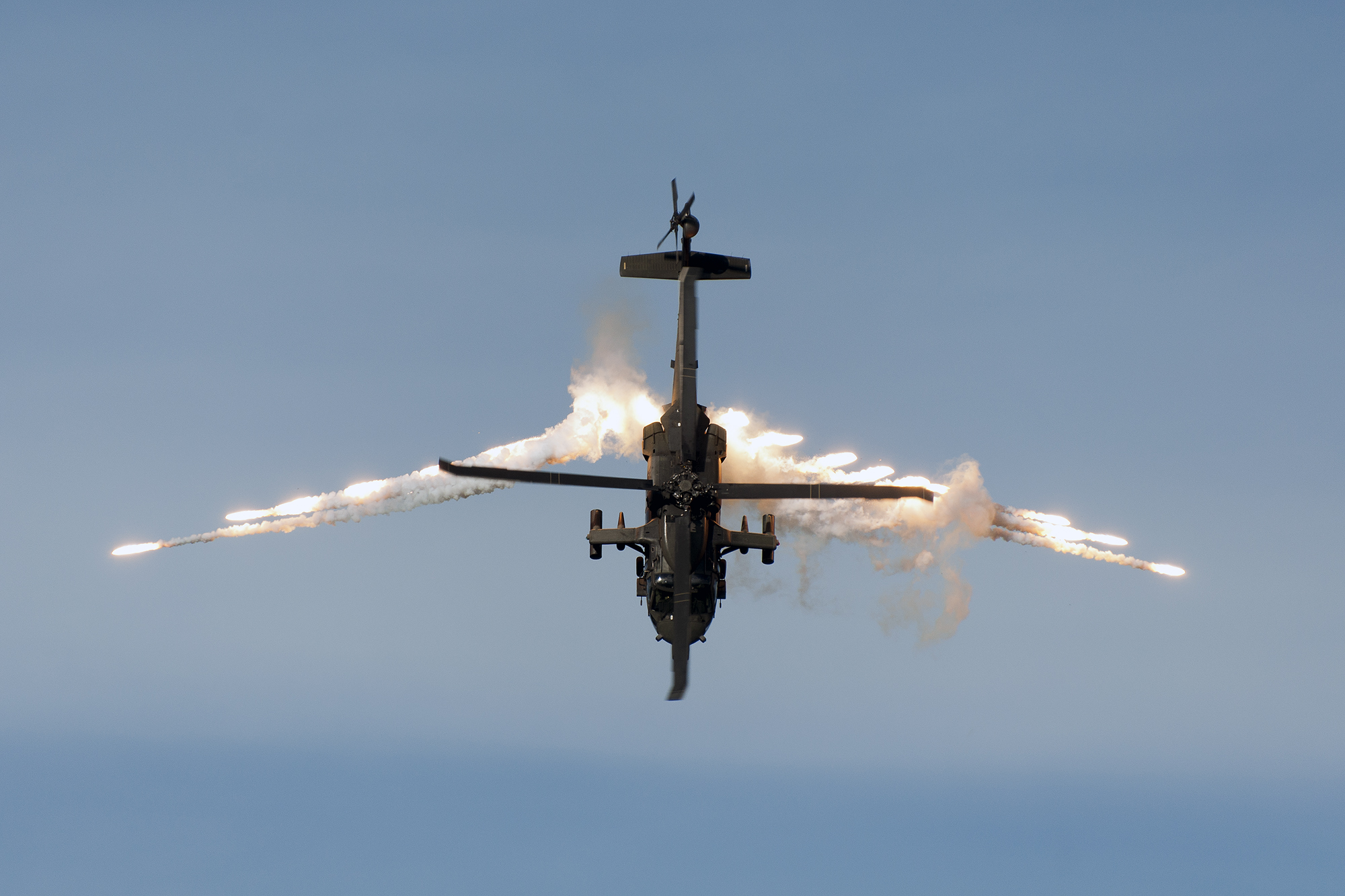
Leurres thermiques infrarouges tirés depuis un hélicoptère UH-60 Black Hawk

Dans le domaine des armements, et plus particulièrement de la guerre électronique, ce terme est utilisé pour désigner divers systèmes de défense face à une menace.
Les contre-mesures peuvent être de nature électronique (par exemple brouillage d'émissions radio), électromécanique (paillettes de brouillage antiradar) ou pyrotechnique (leurrage) contre les  détecteurs ou senseurs adverses.